# Contea di Frederiksborg
Frederiksborg (in danese Frederiksborg Amt; IPA [fʀɛðəʀeɡsˈbɔːʔʀ]) è un'ex contea della Danimarca esistita dal 1970 al 2006 e abolita per decreto di riorganizzazione amministrativa.
Il suo territorio si trova nella Selandia settentrionale e dal 1º gennaio 2007 è amministrativamente parte della regione di Hovedstaden.

## Comuni
(Popolazione al 1º gennaio 2006)
| - Allerød (23.498) - Birkerød (22.321) - Farum (18.737) - Fredensborg-Humlebæk (20.025) - Frederikssund (19.144) - Frederiksværk (20.691) - Græsted-Gilleleje (20.843) - Helsinge (19.517) - Helsingør (61.340) - Hillerød (38.102) | - Hørsholm (24.317) - Hundested (9.822) - Jægerspris (9.520) - Karlebo (19.106) - Ølstykke (15.681) - Skævinge (6.225) - Skibby (6.892) - Slangerup (9.435) - Stenløse (13.470) |